# Heinz-Andreas Ehm
Heinz-Andreas Ehm (* 22. November 1920 in Ohlau, Provinz Niederschlesien; † 20. Mai 1985 in Neustrelitz) war ein deutscher Schauspieler und Intendant.

## Leben
Heinz-Andreas Ehm war der Sohn eines Tischlermeister. Er wurde Schauspieler und war seit 1939 an den Städtischen Bühnen in Breslau engagiert. 1945 wurde er Leiter des Kleinen Hauses in Stade. Es folgten Engagements an den Kammerspielen Spandau und ab 1946 an der Volksbühne Potsdam.
1949 wurde er Intendant der Volksbühne Anklam, 1950 Leiter der Volksbühne Greifswald und 1956 Intendant des Stadttheaters Greifswald.
Ab 1960 war er Intendant des Staatlichen Dorfensembles der DDR, ab 1972 Staatliches Folklore Ensemble der DDR, das zunächst im Schloss Neetzow und ab 1960 in Neustrelitz beheimatet war. „Unter seiner Leitung profilierte sich das Ensemble; gewann durch Neuschöpfungen und durch eigenwillige unkonventionelle folkloristische Gestaltungen hohe Anerkennung“.
Seit 1959 war er in zweiter Ehe verheiratet mit Rosemarie Ehm-Schulz.
Sein Nachlass wird im Landeshauptarchiv Schwerin verwahrt. 